# Carl von Hardenberg
Gottlob Albrecht Carl von Hardenberg, modernisiert Karl von Hardenberg, (* 13. März 1776 in Oberwiederstedt; † 28. Mai 1813 in Weißenfels) war ein sächsischer Beamter und Dichter (Pseudonym: Rostorf). Er war von 1812 bis zu seinem Tod kurzzeitig Amtshauptmann der Thüringer Kreises in Tennstedt.

## Leben
Er stammte aus der Adelsfamilie von Hardenberg und ist der jüngere Bruder des Dichters Novalis und ältere Bruder des Landrats Anton von Hardenberg. Wie Letzterer hielt er sich einige Zeit in Franken, insbesondere in Würzburg auf. dort besaß er zeitweise auch ein aufgelöstes Klostergut.
Sein Vater, der als kursächsischer Salinendirektor in Dürrenberg, Artern und Kösen tätige Heinrich Ulrich Erasmus von Hardenberg (1738–1814), war ein streng pietistischer Mensch. In zweiter Ehe war er verheiratet mit Auguste Bernhardine von Hardenberg, geborene von Bölzig (1749–1818), die elf Kinder zur Welt brachte.
Karl gab u. a. den Dichtergarten mit Gedichten von Novalis und seinem Bruder (Sylvester) heraus.
Friedrich Leopold zu Stolberg-Stolberg war sein Schwiegervater, da er in zweiter Ehe dessen katholische Tochter Henriette Louise (1788–1868) heiratete. Dieser urteilte nach dem Tod über Carl von Hardenberg, dass er ein guter Mensch war, dem Novalis aber in keiner Absicht zu vergleichen gewesen ist.
Henriette von Hardenberg bewirkte bei Carl von Hardenberg dessen Übertritt zum Katholizismus unmittelbar vor seinem Tod.